# Хвосно
Хвосно (арх. Хвостно) је историјска и географска област која обухвата северни део Метохије (првенствено подручја данашњих општина Пећ, Исток и Клина, на Косову и Метохији). Стара хвостанска област богата је средњовековним споменицима, првенствено манастирима и црквама које су изградили српски краљеви и локална властела. Назив Хвосно изведен је из старословенске речи хвост, која значи „дебело дрво”, вероватно због густих шума које су у ранијим временима покривале ту област, са околним планинама. Према другом објашњењу, словенска реч хвост потиче од имена неке врсте траве која је расла у Метохији. Могућа је веза назива и са именом Косово, пошто је у Хрисовуљи цара Василија тај крај споменут под називом Хосонон (грч. Χοσονον). У хвостанској области рођен је Свети Петар Коришки, а у изворима се среће и појам Диоклитија хвостанска.

## Историја
Област Хвосно била је насељена Србима у 6. веку за време масовних словенских миграција на Балканско полуострво. У 9. и 10. веку је део српске државе династије Властимировића. Након пада династије Властимировић, Хвосно је вероватно пало под бугарску влашћу, а после пада Бугарског царства 1018, дошао је под византијску управу за наредна два века. Хвосно се први пут помиње као Χоσνоς (Хоснос) у 1018. као место под јурисдикцијом епископа Призренског у три повеље цара Василија II, (под управом Охридске архиепископије).
У другој половини 12. века српски велики жупан Стефан Немања је успео да добије независност од Византије и територија под управом српског жупана почиње да се шири и на Хвосно између осталих византијских територија. Хвосно се помиње у Житију Светог Симеона, написаном између 1201. и 1208. године од стране његовог сина и првог српског архиепископа Светог Саве, као један од округа који је српски велики жупан Стефан Немања (Свети Симеон) освојио од Византије од 1180 и 1190.
Из поменутог житија:

## Хвостанска епархија и манастир Богородице Хвостанске
Манастир Богородица Хвостанска налази се у подножју Мокре планине, у близини села Врела, 20 km северно од Пећи. Од средњег века ово подручје је такође познат као Хвосно. Најраније зграде на овој локацији потичу из средине 6. века. После византијског периода, када регион Хвосно постаје део новоосноване српске краљевине у 12. веку многе нове цркве су изграђене. Рушевине византијске базилике је обновљено у трећој деценији 13. века, а нови храм Пресвете Богородице је саграђен са суседним манастирским зградама. Црква је назван Мала Студеница или Студеница Хвостанска јер асоцира на чувени српски православни манастир Студеница, у централној Србији, који саграђен у сличном архитектонским стилу.
Почевши од 1219. године, када је створена аутокефална Српска архиепископија, за област Хвосна створена је посебна Хвостанска епископија, чији су јерарси након проглашења Српске патријаршије (1346) добили и почасни наслов митрополита. Седиште хвостанских епископа и потоњих митрополита налазило се управо у манастиру Богородице Хвостанске. Поновни процват духовне и уметничке активности на подручју ове епархије забележен је у другој половини 16. века.
Хвостанска епархија и њен катедрални манастир тешко су пострадали крајем 17. века, у време Велике сеобе Срба (1690) под патријархом Арсенијем III, а епархијско подручје је након тога прикључено средишњој (патријаршијској) епархији са седиштем у Пећком манастиру.
Пошто је манастир био напуштен, локални Албанци (последњих деценија) из села Врело су почели да користе камен из ове цркве, тако да цео комплекс пропада брзо, слично као и са манастиром Светих архангела код Призрена.
Остаци манастирског комплекса су истражени у 1930. и од 1966. до 1970, када су спроведени конзерваторски радови спрови на остацима цркве. Поред цркве, пронађени су конак, манастирска трпезарија и други објекти.
- У новијој историји СПЦ викарни епископи патријарха српског носе титулу хвостанског епископа.